# 자율학교
자율학교(自律學校)는 대한민국의 관련 법령에 따라 교장 임용, 교육 과정, 학생 선발 등에서 자율성을 갖는 학교이다.

## 설명
1. 자율학교는 초등,중등,고등과정 모두에 적용 지정될 수 있다.
2. 자율고등학교는 자율형공립고와 자율형사립고가 있으며 일반고등학교 중 과학중점고가 있다. 이는 시·도교육감 혹은 교육부장관이 지정한다.
3. 자율형 사립고는 국민공통기본교육과정의 50%까지를 자율적으로 지정 가능하지만, 자율형 공립고와 과학중점고는 35%까지 지정이 가능하다. 이외의 선택교육과정은 자사고, 자공고, 과학중점고 모두 100%의 자율성을 부과한다.
4. 개방형 자율학교는 명칭을 자율형 공립고로 변경하였다.
5. 자율형 공립고와 자율학교는 많은 면에서 유사하지만 학생선발 자율권에서는 차이가 있다.
6. 자율학교와 과학중점고는 많은 면에서 유사하지만, 과학중점고는 심화 편성된 과학·수학과목의 수업을 진행한다.
7. 자율학교의 일종인 농어촌 자율학교는 농어촌지역 학교의 교육 역량을 강화하기 위해 지정한 것이며, 광역 또는 전국 단위로 학생을 선발한다. 학교가 도심에서 떨어져 있는 만큼 학생은 대부분 기숙사 생활을 하게 된다.